# Squatina africana
Squatina africana es una especie de elasmobranquio escuatiniforme de la familia Squatinidae.